# Eleonora ze Châtelleraultu
Eleonora ze Châtelleraultu (francouzsky Aénor de Châtellerault, 1103?, Châtellerault – březen 1130, Talmont-Saint-Hilaire) byla akvitánská a gaskoňská vévodkyně.

## Život
Eleonora byla dcerou vikomta Aimeryho I. a jeho manželky Dangereuse, metresy akvitánského vévody Viléma IX. Roku 1121 byla provdána za Viléma, syna matčina milence. Porodila mu dvě dcery a syna a zemřela roku 1130. Byla pohřbena v augustiniánském klášteře klášter Nieul-sur-l'Autise.

## Vývod z předků
| Akvitánská vévodkyně | Akvitánská vévodkyně                 | Akvitánská vévodkyně           |
| -------------------- | ------------------------------------ | ------------------------------ |
| Předchůdce:          | 1126–1130 Eleonora ze Châtelleraultu | Nástupce: Berengarie Navarrská |